# 梧凤乡
梧凤乡，是中华人民共和国四川省乐山市夹江县曾经下辖的一个乡。2019年9月，撤销青州乡、梧凤乡和土门乡，将其所属行政区域划归新场镇管辖。

## 行政区划
梧凤乡撤销前下辖以下地区：
黎明村、杨冲村、王坎村、余沟村、红华村和朱坝村。